# Halowe Mistrzostwa Europy w Lekkoatletyce 1981 – bieg na 1500 m kobiet
Bieg na 1500 metrów kobiet – jedna z konkurencji biegowych rozgrywanych podczas halowych lekkoatletycznych mistrzostw Europy w Palais des Sports w Grenoble. Rozegrano od razu bieg finałowy 22 lutego 1981. Zwyciężyła reprezentantka Włoch Agnese Possamai. Tytułu zdobytego na poprzednich mistrzostwach nie broniła Tamara Koba ze Związku Radzieckiego.

## Rezultaty

### Finał
Rozegrano od razu bieg finałowy, w którym wzięło udział 7 biegaczek.
Opracowano na podstawie materiału źródłowego.
| Miejsce | Zawodniczka        | Czas    |
| ------- | ------------------ | ------- |
| 1       | Agnese Possamai    | 4:07,49 |
| 2       | Walentina Iljinych | 4:08,17 |
| 3       | Lubow Smołka       | 4:08,64 |
| 4       | Wanja Gospodinowa  | 4:10,13 |
| 5       | Dorthe Rasmussen   | 4:16,50 |
| 6       | Gillian Dainty     | 4:25,34 |
| –       | Joëlle De Brouwer  | DNF.    |